# Dipartimento di Malem Hoddar
Il dipartimento di Malem Hoddar (fr. Département de Malem Hoddar) è un dipartimento del Senegal, appartenente alla regione di Kaffrine. Il capoluogo è la cittadina di Malem Hoddar.
Il dipartimento di Malem Hoddar comprende 1 comune (il capoluogo Malem Hoddar) e 2 arrondissement, a loro volta suddivisi in 5 comunità rurali.
- Darou Minam 2
- Sagna